# Cardenolide
Cardenolidele sunt substanțe toxice ce acționează în special asupra cordului, fiind compuși cu nucleu steroidic. Multe plante conțin derivați de acest tip, cunoscuți sub denumirea colectivă de cardenolide, inclusiv multe sub formă de glicozide cardenolide (cardenolide care conțin resturi de zaharuri). Glicozidele cardenolide sunt adesea toxice; mai exact, acestea sunt cardiotoxicitate și pot induce stop cardiac. Cardenolidele sunt toxice pentru animale prin inhibarea enzimei Na+/K+‐ATPaza, care este responsabilă pentru menținerea gradientului ionilor de sodiu și potasiu de-a lungul membranelor celulare.
| Cardenolidă                   | Glicozida cardenolidică                                                                                             |
| ----------------------------- | --- |
| Digitoxigenina                | Digitoxina |
| Digoxigenina                  | Digoxina |
| Gitoxigenina                  | Gitoxina |
| Ouabagenina (g-strofantidină) | Ouabaina (g-strofantină)                                                                                            |
| k-strofantidină               | k-strofantină-α (Cymarin) k-strofantină-β (Strophosid) k-strofantină-γ (k-Strophanthosid) Convalatoxină Convalozidă |